# Cass Ole
Pour les articles homonymes, voir Cass.
Cass Ole (né le 6 mars 1969, mort de coliques le 29 juin 1993) est un étalon arabe texan, particulièrement connu pour avoir tenu le rôle de « Black » dans les films L'Étalon noir et Le Retour de l'étalon noir. 

## Histoire
Il naît à l'élevage Donoghue Arabians aux États-Unis le 6 mars 1969, et devient la propriété de San Antonio Arabians.
Originellement élevé pour devenir cheval de show, Cass Ole est devenu champion national à l’Arabian Western Pleasure en 1975, National Reserve Champion Arabian Ladies Side Saddle en 1976, et top dix  de l’Arabian English Pleasure en 1975 et 1976. Il a gagné plus de 50 championnats, et plus de 20 Reserve Championships durant ses sept ans de carrière en show.
Cass Ole a été euthanasié en 1993, après de graves coliques.

## Origines
Cass Ole est un fils de l'étalon arabe Al-Marah Cassanova et de la jument La Bahia, par Hanrah.